# 유노정
유노정(湯野町)은 후쿠시마현 다테군에 설치되었던 정이다. 1955년 3월 31일 유노정 및 이자카정 및 시노부군 히라노촌, 나카노촌, 다테군 히가시유노촌, 모니와촌 등 6개 정·촌이 합병, 새롭게 이자카정이 설치되고 폐지되었다.